# Nigel Dawes
Nigel Dawes (ur. 9 lutego 1985 w Winnipeg) – kanadyjski hokeista. Reprezentant Kazachstanu.
Jego brat Jeremy (ur. 1987) także został hokeistą.

## Kariera
- Winnipeg Warriors (2001-2002)
- Kootenay Ice (2001-2005)
- Hartford Wolf Pack (2004, 2005-2008)
- New York Rangers (2006-2009)
- Phoenix Coyotes (2008-2009)
- Calgary Flames (2009-2010)
- Atlanta Thrashers (2010)
- Chicago Wolves (2010-2011)
- Montreal Canadiens (2011)
- Hamilton Bulldogs (2011)
- Barys Astana (2011-2018)
- Awtomobilist Jekaterynburg (2018-2020)
- Ak Bars Kazań (2020-2021)
- Adler Mannheim (2021-2023)

Wychowanek Winnipeg Warriors. Od końca maja 2011 zawodnik kazachskiego klubu Barys Astana (wraz z nim do klubu przyszedł jego rodak, pochodzący także z Winnipeg, Dustin Boyd. W kwietniu 2013 obaj przedłużyli kontrakt z klubem o dwa lata. Po kilku latach występów w Barysie Astana, w marcu 2016 roku wraz z innymi zawodnikami tego klubu – rodakiem Dustinem Boydem i Amerykaninem Brandonem Bochenskim, został reprezentantem Kazachstanu. W barwach Kazachstanu uczestniczył w turniejach mistrzostw świata w 2016 (Elita), 2017 (Dywizja I). W sezonach KHL (2016/2017) i KHL (2017/2018) był kapitanem drużyny Barysu. W maju 2018 został zawodnikiem rosyjskiego klubu Awtomobilist Jekaterynburg. W sezonach KHL (2018/2019) i KHL (2019/2020) pełnił funkcję kapitana tego zespołu. W lipcu 2020 przeszedł do Ak Barsu Kazań. Z końcem kwietnia 2021 odszedł z klubu. W czerwcu 2021 został zaangażowany przez niemiecki klub Adler Mannheim. Po zakończeniu sezonu 2022/2023 ogłosił zakończenie kariery.

## Statystyki klubowe
| 2001–02   | Winnipeg Warriors  | MMMHL     | 36  | 55  | 41  | 96  | 74  | —  | —  | —  | —  | —  |
| 2001–02   | Kootenay Ice       | WHL       | 54  | 15  | 19  | 34  | 14  | 22 | 9  | 6  | 15 | 8  |
| 2002–03   | Kootenay Ice       | WHL       | 72  | 47  | 45  | 92  | 54  | 11 | 4  | 8  | 12 | 6  |
| 2003–04   | Kootenay Ice       | WHL       | 56  | 47  | 23  | 70  | 31  | 4  | 1  | 2  | 3  | 10 |
| 2003–04   | Hartford Wolf Pack | AHL       | 4   | 0   | 0   | 0   | 0   | —  | —  | —  | —  | —  |
| 2004–05   | Kootenay Ice       | WHL       | 63  | 50  | 26  | 76  | 30  | 12 | 5  | 10 | 15 | 5  |
| 2005–06   | Hartford Wolf Pack | AHL       | 77  | 35  | 32  | 67  | 21  | 13 | 6  | 6  | 12 | 9  |
| 2006–07   | New York Rangers   | NHL       | 8   | 1   | 0   | 1   | 0   | 1  | 0  | 0  | 0  | 0  |
| 2006–07   | Hartford Wolf Pack | AHL       | 65  | 27  | 33  | 60  | 29  | 7  | 5  | 6  | 11 | 9  |
| 2007–08   | Hartford Wolf Pack | AHL       | 20  | 14  | 20  | 34  | 2   | —  | —  | —  | —  | —  |
| 2007–08   | New York Rangers   | NHL       | 61  | 14  | 15  | 29  | 10  | 10 | 2  | 2  | 4  | 0  |
| 2008–09   | New York Rangers   | NHL       | 52  | 10  | 9   | 19  | 15  | —  | —  | —  | —  | —  |
| 2008–09   | Phoenix Coyotes    | NHL       | 12  | 0   | 2   | 2   | 0   | —  | —  | —  | —  | —  |
| WHL razem | WHL razem          | WHL razem | 245 | 159 | 113 | 272 | 129 | 49 | 19 | 26 | 45 | 29 |
| AHL razem | AHL razem          | AHL razem | 166 | 76  | 85  | 161 | 52  | 20 | 11 | 12 | 23 | 18 |
| NHL razem | NHL razem          | NHL razem | 133 | 25  | 26  | 51  | 25  | 11 | 2  | 2  | 4  | 0  |

## Sukcesy

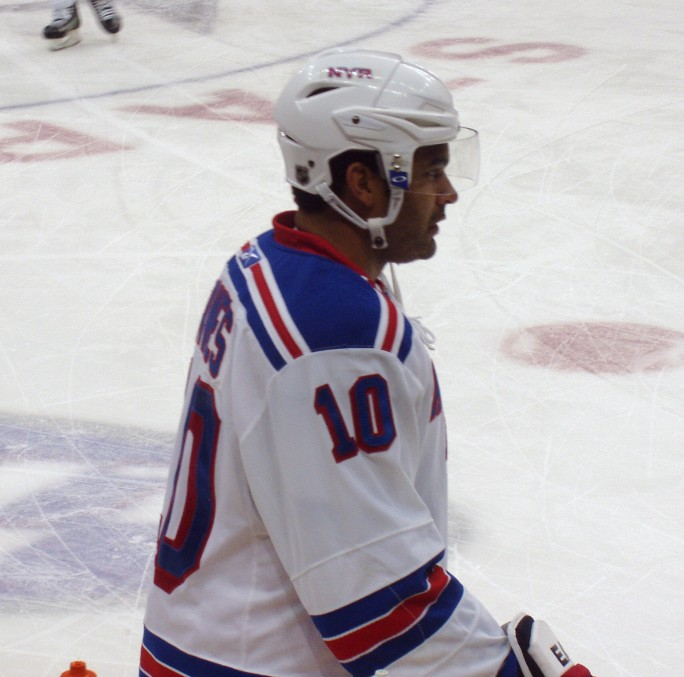
Nigel Dawes w barwach New York Rangers (2008)

Reprezentacyjne
- Srebrny medal mistrzostw świata juniorów do lat 20: 2004
- Złoty medal mistrzostw świata juniorów do lat 20: 2005

Klubowe
- Ed Chynoweth Cup: 2002 z Kootenay Ice
- Memorial Cup: 2002 z Kootenay Ice
- Scotty Munro Memorial Trophy: 2005 z Kootenay Ice
- Puchar Wiktorii: 2008 z New York Rangers
- Brązowy mistrzostw Rosji: 2021 z Ak Barsem Kazań

Indywidualne
- Brad Hornung Trophy - nagroda dla najbardziej uczciwego zawodnika ligi WHL: 2004
- Mistrzostwa świata juniorów do lat 20 w 2004:
  - Pierwsze miejsce w klasyfikacji strzelców turnieju: 6 goli
  - Pierwsze miejsce w klasyfikacji kanadyjskiej turnieju: 11 punktów
- AHL 2007/2008:
  - Mecz Gwiazd
- AHL 2010/2011:
  - Drugi skład gwiazd
  - Pierwsze miejsce w klasyfikacji strzelców w fazie play-off: 14 goli
- KHL (2012/2013):
  - Cztery gole podczas meczu Traktor Czelabińsk - Barys Astana (3:5) 22 lutego 2013[10][11]
  - Najlepszy napastnik - ćwierćfinały konferencji (7 goli w 7 meczach)
- KHL (2013/2014):
  - Trzecie miejsce w klasyfikacji strzelców w sezonie zasadniczym: 26 goli
  - Piąte miejsce w punktacji kanadyjskiej w sezonie zasadniczym: 49 punktów
- KHL (2014/2015):
  - Drugie miejsce w klasyfikacji strzelców w sezonie zasadniczym: 32 gole
  - Nagroda Najlepsza Trójka dla tercetu najskuteczniejszych strzelców ligi (oraz Brandon Bochenski i Dustin Boyd): łącznie 62 gole[12][13]
- KHL (2015/2016):
  - Najlepszy napastnik miesiąca - listopad 2015[14]
  - Drugie miejsce w klasyfikacji strzelców w sezonie zasadniczym: 31 goli
  - Drugie miejsce w klasyfikacji zwycięskich goli w sezonie zasadniczym: 7 goli
  - Nagroda Najlepsza Trójka dla tercetu najskuteczniejszych strzelców ligi (oraz Brandon Bochenski i Dustin Boyd): łącznie 50 goli[15]
- Mistrzostwa Świata w Hokeju na Lodzie 2016/Elita:
  - Jeden z trzech najlepszych zawodników reprezentacji w turnieju[16]
- KHL (2016/2017):
  - Drugie miejsce w klasyfikacji strzelców w sezonie zasadniczym: 36 goli
  - Czwarte miejsce w klasyfikacji strzelców w fazie play-off: 7 goli
- Mistrzostwa Świata w Hokeju na Lodzie 2017/I Dywizja#Grupa A:
  - Pierwsze miejsce w klasyfikacji strzelców turnieju: 5 goli[17]
  - Czwarte miejsce w klasyfikacji asystentów turnieju: 4 asysty[18]
  - Pierwsze miejsce w klasyfikacji kanadyjskiej turnieju: 9 punktów[19]
  - Najlepszy napastnik turnieju[20]
- KHL (2017/2018):
  - Skład gwiazd miesiąca - wrzesień 2017[21]
  - Najlepszy napastnik miesiąca - październik 2017[22]
  - Pierwsze miejsce w klasyfikacji strzelców zwycięskich goli meczowych w sezonie zasadniczym: 9 goli
  - Pierwsze miejsce w klasyfikacji strzelców w sezonie zasadniczym: 35 goli
  - Trzecie miejsce w punktacji kanadyjskiej w sezonie zasadniczym: 55 punktów
- KHL (2018/2019):
  - Najlepszy napastnik miesiąca - październik 2018[23], listopad 2018[24]
  - Drugie miejsce w klasyfikacji strzelców w sezonie zasadniczym: 28 goli
    - Drugie miejsce w klasyfikacji strzelców zwycięskich goli meczowych w sezonie zasadniczym: 9 goli

  - Czwarte miejsce w klasyfikacji asystentów w sezonie zasadniczym: 41 asyst
  - Drugie miejsce w punktacji kanadyjskiej w sezonie zasadniczym: 69 punkty
- KHL (2019/2020):
  - Piąte miejsce w punktacji kanadyjskiej w sezonie zasadniczym: 50 punktów